# Cyprien-Prosper Brard
Pour les articles homonymes, voir Brard.
Cyprien-Prosper Brard est un ingénieur civil des mines et minéralogiste français né à L'Aigle le 21 novembre 1786, et mort au Lardin le 28 novembre 1838.

## Biographie
Il est le fils de Cyprien Jean Jacques Brard (1762-1786) et de Marguerite Perrine Françoise Adam (1761-1834). Après la mort de son père, sa mère est allée s'établir à Paris. Il a étudié à l'École centrale des Quatre-Nations ou École centrale supérieure pendant la Révolution. Il y a suivi les cours de minéralogie qui y ont été donnés, en particulier ceux d'Alexandre Brongniart qui est professeur de géologie à l'École centrale supérieure en 1796 puis à l'École des mines en 1797. Ce professeur lui a donné la passion de la minéralogie. À la fin de ces études classiques, en 1805, il a décidé d'approfondir ses connaissances en géologie en parcourant à pied les Alpes. À la fin du premier voyage, il publie la première édition du Nouveaux élémens de minéralogie, ou Manuel du minéralogiste voyageur. Il entreprend ensuite un deuxième voyage à partir de 1807 sur les rives du Rhin, la Savoie, le Dauphiné, les Alpes suisses et autrichiennes, la Saxe et le Palatinat.
Au retour de ce voyage, il est nommé, en 1808, aide naturaliste du professeur de géologie au Muséum national d'histoire naturelle de Paris, alors Barthélemy Faujas de Saint-Fond. Il publie alors un Traité des pierres précieuses.
Il arrive à Servoz en 1811. Il est nommé directeur des mines de cuivre de Servoz, près de Chamonix, en 1813. La société des Mines de Servoz, Saint Gervais et autres réunies a pour actionnaire majoritaire depuis 1807 de Huerne de Pommeuse. Il a inventé une méthode d'exploitation originale du minerai complexe de Servoz, mélange de chalcopyrite, tétraédrite, galène et blende, par fusion par l'anthracite. Il a décrit ce procédé dans son livre Minéralogie appliquée aux Arts. Il représente toujours Huerne de Pommeuse après 1816 lors des visites des mines de Servoz par Édouard de Rosenberg (1769-1824) qui avait été chargé en 1815 par Victor-Emmanuel Ier, roi de Sardaigne, de réorganiser l'École des mines de Moûtiers et de la direction des établissements royaux de la Tarentaise. En 1823, la société des mines de Servoz est déficitaire. Elle décide de vendre l'établissement. Brard est présent pendant son estimation par Édouard de Rosenberg et Charles-Marie-Joseph Despine. La méthode d'exploitation de Brard a intéressé Rosenberg. 
Il est resté à Servoz jusqu'en 1815-1816. Il s'y marie en 1815 avec Marie Julie Bersat dont il a une fille en 1817, Julie Caroline Brard, mariée en 1839 à Jules Gindre, ingénieur des mines qui a développé les carrières de Kaolin et invite des scientifiques européens à Itxassou.

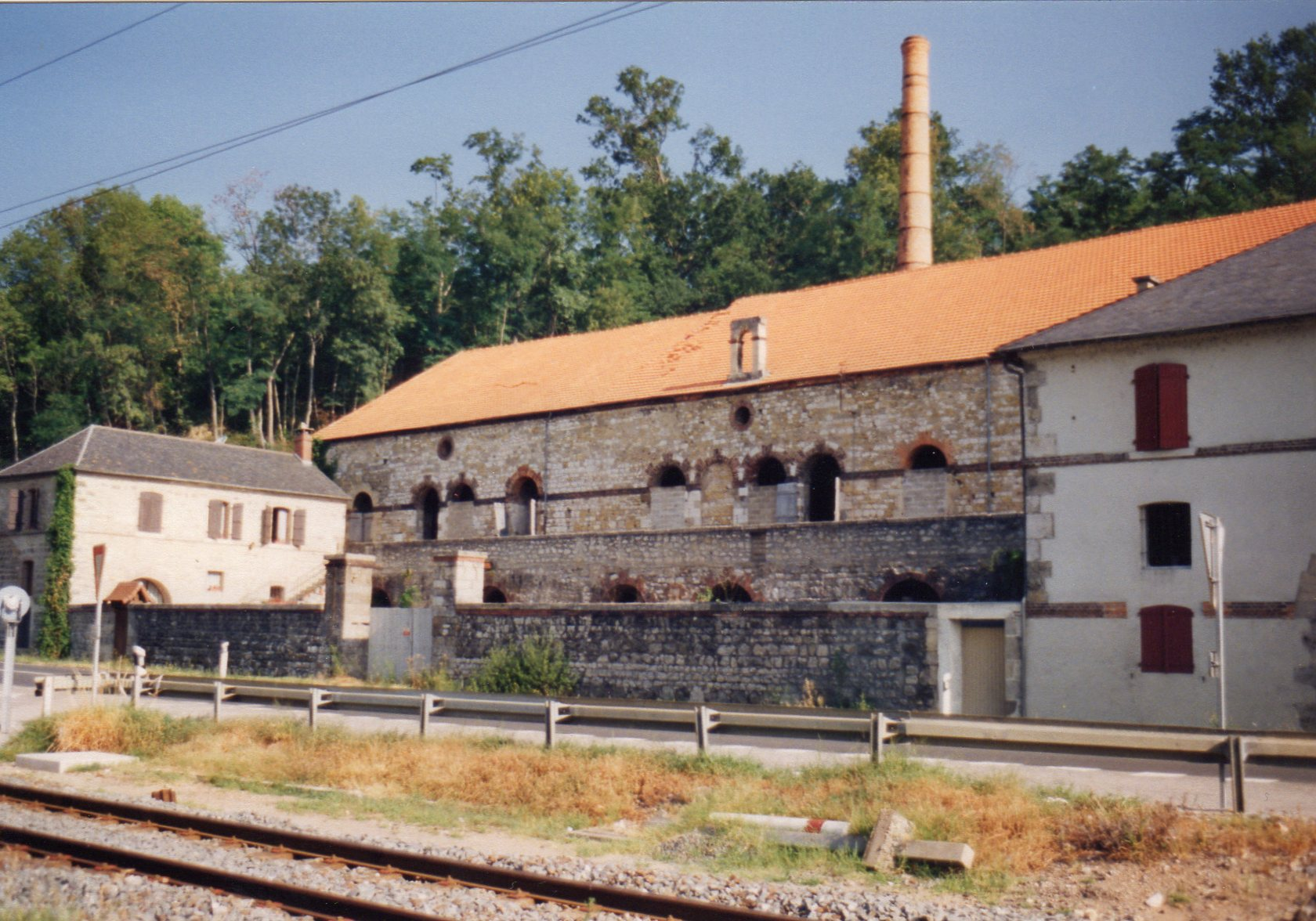
Brardville, bâtiment de l'ancienne verrerie, en 1991.

Il devient en 1816 un des concessionnaires des houillères de Dordogne, dans la commune de Saint-Lazare, près de Terrasson, qui avaient été abandonnées. Il s'y installe. Il a fait installer le centre d'exploitation au Lardin sur la rive droite de la Vézère. La couche superficielle de houille étant de qualité moyenne, il a proposé d'en faire un usage local et a fait construire des fours à chaux économiques, une clouterie, une briqueterie et une grande verrerie. Les ateliers du Lardin font travailler 200 ouvriers et mineurs en 1822. Il a fondé pour eux une caisse de secours et une école mutuelle gratuite. Il s'est aussi intéressé au monde agricole en le formant à l'usage de la chaux fusée, des cendres et des urates pour augmenter le produit des terres. Ces houillères ont fait faillite en 1827.
En 1821, il a publié Mémoire sur un nouveau procédé tendant à faire reconnaître immédiatement la pierre gélive ou gélivée. Pour ce mémoire il a obtenu la médaille d'or de 1re classe de la Société d'encouragement pour l'industrie nationale en 1824. Il a été guidé dans ses recherches par la théorie de la congélation et de la cristallisation. Il a montré que l'application d'un agent salin produit les mêmes effets sur la pierre que les effets de la congélation de l'eau.
Il trouve et envoie à Adolphe Brongniart des pierres contenant des fossiles de plantes, dont Odontopteris brardii  trouvée à Terrasson, décrite en 1822. Dans le livre Description historique d'une collection de minéralogie appliquée aux arts de 1829, Brard écrit que le préfet de la Dordogne, Huchet de Cintré, fondateur de la Société d'agriculture du département, a été l'initiateur d'une de ses premières collections minéralogiques car il avait décidé de montrer dans la salle du Conseil général la richesse minérale du département qu'il administrait.

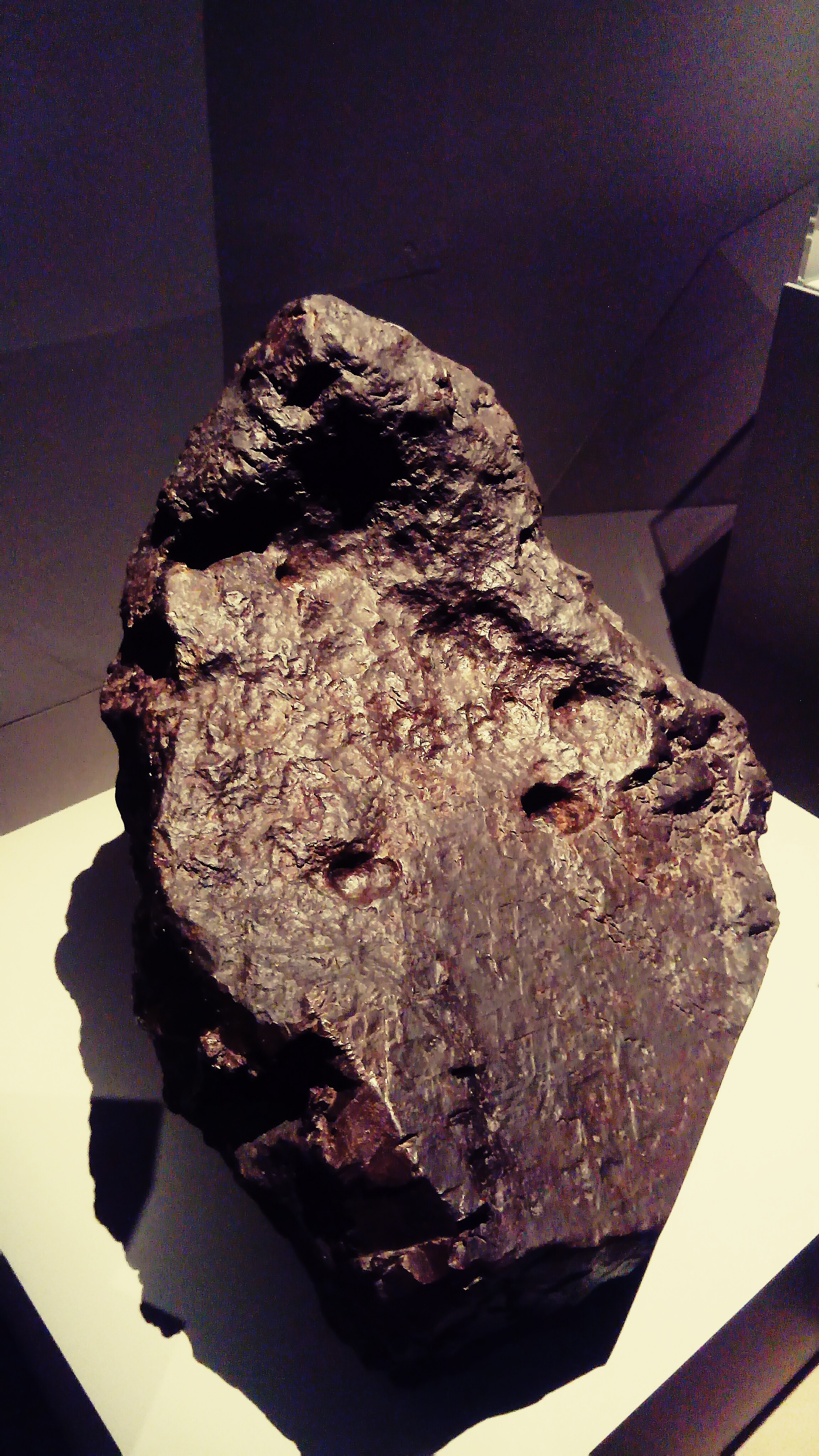
Météorite de Caille, exposée au Muséum national d'histoire naturelle.

Il quitte Le Lardin le 27 juillet 1827 pour diriger les houillères de Fréjus, ce qui lui permet d'identifier en août 1828 la météorite de Caille, tombée près de 200 ans plus tôt sur la montagne de l'Audibergue et servait de banc devant l'église du village. Cette « pierre de fer » de 625 kg est la plus lourde jamais trouvée sur le territoire français. Elle a été déposée au Muséum national d'histoire naturelle. Sa santé ne lui permet plus de supporter les fatigues dues à de longs déplacements.
À la fin de 1828, la direction de la société des houillères d'Alais apprenant que pour des raisons de santé il quittait Fréjus, lui a proposé de travailler pour les mines d'Alès. Il a proposé la création d'une ligne de chemin de fer qui n'a été réalisée qu'après son départ en 1832.
En 1829 il fait paraître Élémens pratiques d'exploitation. Il explique, dans l'introduction du livre, qu'il est le fruit de trente années d'études et d'expériences et il exprime les motifs qui l'ont amené à la rédiger : « Tant d'hommes distingués se sont occupés de l’art des mines, qu’il devenait difficile de composer un nouvel ouvrage sur ce même sujet, sans rentrer à chaque instant dans un champ déjà cultivé ; mais, bien déterminé à faire honneur à chacun de son propre ouvrage, et à ne me réserver que le faible mérite d’avoir disposé et coordonné ces différens documens avec ordre et méthode, en y ajoutant ce qu’une longue pratique m’a personnellement appris, j’ai encore entrevu le moyen d’être utile à mes concitoyens, et je n’ai pas balancé à mettre la main à l’œuvre ». Il a écrit un chapitre sur la protection des ouvriers et la bonne administration des mines. Son épouse est morte à Alès le 24 janvier 1832. Sa mère, Marguerite-Françoise Adam, veuve Brard (elle est morte au Lardin le 28 août 1834), qui avait acheté une petite propriété au Lardin lui a demandé de le rejoindre. Brard a quitté Alès en août 1832 pour Le Lardin.
Auguste Romieu, préfet de la Dordogne en 1833 à 1843, s'intéresse au développement économique du département. Il reprend une initiative d'Adolphe Thiers qui avait créé un Bureau de statistique générale au ministère du commerce et des travaux publics en 1833 qui centralise toutes les informations statistiques permettant d'établir la richesse de la France, placé sous la direction de Alexandre Moreau de Jonnès. L'enquête commandée à ce bureau avait montré « la prodigieuse ignorance de l'immense majorité de la population » et allait conduire à une politique de développement de l'agriculture. Le préfet a obtenu du conseil général un crédit de 1 000 francs en juillet 1834 pour la réalisation d'une enquête statistique. Il nomme, en décembre 1834, Cyprien-Prosper Brard responsable de cette enquête statistique. Elle commence après la circulaire du préfet du 10 février 1835. Elle porte sur la topographie, l'état civil et moral, l'histoire, l'administration, l'instruction publique, l'agriculture, l'industrie et le commerce du département de la Dordogne. Pour cette enquête, il a expédié aux maires des 583 communes du département un questionnaire de 122 questions divisé en 5 parties :
- topographie : 11 questions,
- agriculture : 71 questions,
- industrie : 16 questions,
- hygiène et santé publique : 17 questions,
- antiquités et curiosités : 7 questions.

Le questionnaire sur l'agriculture est le plus développé. Il est subdivisé en plusieurs sujets concernant l'élevage, le type de culture, les habitudes de culture, le mode d'exploitation des terres, la culture de la vigne et l'exploitation de la forêt.

Le questionnaire sur l'industrie concerne plus l'artisanat plutôt qu'une véritable activité industrielle : fait-on des briques et de la chaux, de la poterie commune, de la toile du droguet ou autre étoffe de ménage, des sabots, des paniers, des abeilles ? Élève-t-on des verres à soie ? Trouve-t-on des truffes noirs dans la commune ? Y a-t-l des moulins à eau, à vent et à huile ? Où vend-t-on l'huile produite ? A-t-on commencé à cultiver le colza ?

La partie du questionnaire portant sur l'hygiène et la santé s'intéresse aux habitudes alimentaires, aux maladies, aux croyances superstitieuses pour les combattre, et au service médical disponible. À la fin de l'année 1835, environ 60% des communes ont répondu complètement aux questionnaires et 15% n'ont fait aucun retour, malgré les relances de Brard et du préfet. Brard réalise un dépouillement en tableaux par question et par commune, mais la synthèse des réponses va se révéler difficile. En effet, la science statistique n'en est qu'à ses débuts, peu de questions demandent une réponse chiffrée, et beaucoup sont très ouvertes, donnant lieu à des réponses à la rédaction disparate. Brard complète ses informations par des enquêtes directes, parcourant le département dans les moindres communes. Mais il tombe malade en 1837, et meurt au Lardin, le 28 novembre 1838, avant d'avoir pu terminer de rédiger tous les chapitres de l'ouvrage prévu. La documentation qu'il a recueillie pour son enquête agricole, versée aux archives départementales de Dordogne, est remarquable par son volume et sa richesse d'informations.
Il a été à l'initiative, en 1835, de la création du laboratoire de chimie à Périgueux avec le préfet Romieu et le maire de Périgueux, M. de Marcillac, confié à un ingénieur des mines, Jean Charles Louis Marrot (1800-1876).
Cyprien-Prosper Brard a été membre de :
- Académie des sciences, arts et belles-lettres de Caen,
- Société d'agriculture, sciences et arts de la Dordogne,

## Publications
- Nouveaux élémens de minéralogie, ou Manuel du minéralogiste voyageur, chez Méquignon-Marvis libraire-éditeur, Paris, 1824 (2e édition), 1re édition en 1805 (lire en ligne), 3e édition revue et corrigée, 1838
- Traité des pierres précieuses, des porphyres, granits, marbres, albâtres et autres roches propres à recevoir le poli et à orner les monumens publics et les édifices particuliers ; suivi de la description des machines dont on se sert pour tailler, polir et travailler ces pierres ; et d'un coup d'œil général sur l'art du marbrier ; ouvrage utile aux joailliers, lapidaires, bijoutiers ; aux architectes, décorateurs, etc., Chez F. Schoell libraire, Paris, 1808 1re partie, 2e partie
- « Sur la Natrolithe et sur le gisement de cette substance », dans Annales du Museum d'histoire naturelle, 1809, tome 14, p. 367-373 (lire en ligne)
- « Sur les coquilles fossiles  du genre Lymnée  qui se trouvent aux environs de Paris, sur les autres coquilles qui les accompagnent, et sur la nature des pierres qui renferment ces fossiles », dans Annales du Museum d'histoire naturelle, 1809, tome 14, p. 426-440
- « Sur les Lymnées fossiles des environs de Paris, et sur les autres Coquilles qui les accompagnent », dans Annales du Museum d'histoire naturelle, 1810, tome 15, p. 406-421 (lire en ligne)
- Histoire des coquilles terrestres et fluviatiles qui vivent aux environs de Paris, chez J. J. Paschoud libraire, Paris, 1815 (lire en ligne)
- Minéralogie appliquée aux arts, ou Histoire des minéraux qui sont employés dans l'agriculture, l'économie domestique, la médecine ; la fabrication des sels, des combustibles et des métaux; l'architecture et la décoration ; la peinture et le dessin ; les arts mécaniques ; la bijouterie et la joaillerie. Ouvrage destiné aux artistes, fabricans et entrepreneurs, chez F. G. Levrault, Paris, 1821 tome 1, tome 2, tome 3
- Mémoire sur un nouveau procédé tendant à faire reconnaître immédiatement la pierre gélive ou gélivée, P. Dupont libraire, Paris/Périgueux, 1821
- Avec Jean-Baptiste de Lamarck, Recueil de planches des coquilles fossiles des environs de Paris ; On y a joint deux planches des Lymnées fossiles, et autres coquilles qui les accompagnent, des environs de Paris, chez G. Dufour et Ed. d'Ocagne libraires-éditeurs, Paris, 1823 (lire en ligne)
- Description de la grande école gratuite en plein air de M. Brard, à l'usage des ouvriers et de leurs enfants, Louis Colas libraire, Paris, 1824
- Carte industrielle et minéralogique du cours de la Dordogne, de la plupart de ses affluents et en particulier de la Vezère et de la Corrèze, 1825 (lire en ligne)
- Minéralogie populaire, ou avis au cultivateurs et aux artisans sur les terres, les pierres, les sables, les métaux et les sels qu'ils emploient, Louis Colas libraire, Paris, 1826 (lire en ligne)
- « Notice sur la collection minéralogique départementale de Périgueux », dans Calendrier de la Dordogne, 1827, p. 159-164 Visionneuse Archives départementales de la Dordogne : Calendrier de la Dordogne, 1827, fiche 80
- Plan d'un musée public de technologie, P. Dupont libraire, Périgueux, 1827
- « Notice sur la cuisson de la chaux dans des fours mobiles », dans Bulletin de la Société d'encouragement de l'industrie, 1828, 27e année, no 283-294 p. 199-202 (lire en ligne)
- Élémens pratiques d'exploitation contenant tout ce qui est relatif à l'art d'explorer la surface des terrains, d'y faire des travaux de recherche et d'y établir des exploitations réglées ; la description des moyens employés pour l'extraction et le transport des minerais et des combustibles ; les diverses méthodes de boiser, murailler, aérer et assécher les mines ; les secours à donner aux noyés, asphyxiés et brûlés ; des notions sur l'administration, la comptabilité, etc.,  F. G. Levrault, Paris, 1829 (lire en ligne), Société belge de librairie Hauman, Cattoir et Cie, Bruxelles, 1837 (lire en ligne)
- Essai sur les moyens de multiplier les chemins de fer en France, et de diminuer l'entretien des grandes routes, chez F. G. Levrault, Paris, 1830 (lire en ligne)
- Description historique d'une collection de minéralogie appliquée aux arts, chez F. G. Levrault, Paris, 1833 (lire en ligne)
- « Mémoire sur l'application du système des chemins de fer aux nivellemens irréguliers de routes ordinaires », dans Bulletin de la Société d'encouragement de l'industrie, 1835, 34e année, no 367-378, p. 516-523 (lire en ligne)
- Petit Traité de chimie à l'usage des écoles primaires, P. Dupont libraire, Paris, 1835
- Petit Traité de mécanique à l'usage des écoles primaires, P. Dupont libraire, Paris, 1836
- « Notes statistiques sur le commerce et l'industrie manufacturière dans le département de la Dordogne[11] », dans Calendrier de la Dordogne, 1837, p. 251-253 Visionneuse Archives départementales de la Dodogne, Calendrier de la Dordogne, fiche 126
- Dictionnaire usuel de chimie, de physique et d'histoire naturelle, ouvrages destinés aux instituteurs, aux artisans et aux gens du monde, Imprimerie et librairie normale de Paul Dupont et Cie, Paris, 1838 1re partie
- Maître Pierre ou le savant du village. Entretiens sur la physique, Pitois-Levrault et Cie, Paris, 1840 (lire en ligne)

Certains des ouvrages de Cyprien-Prosper Brard ont été traduits en allemand et en espagnol.

### Lettres
- « Lettres de Cyprien-Prosper Brard à l'abbé Audierne (1835-1838) », dans Bulletin de la Société historique et archéologique du Périgord, 1896, tome 23, p. 437-441 (lire en ligne)

## Distinction
- Chevalier de la Légion d'honneur le 1er mai 1831[12].

## Hommage

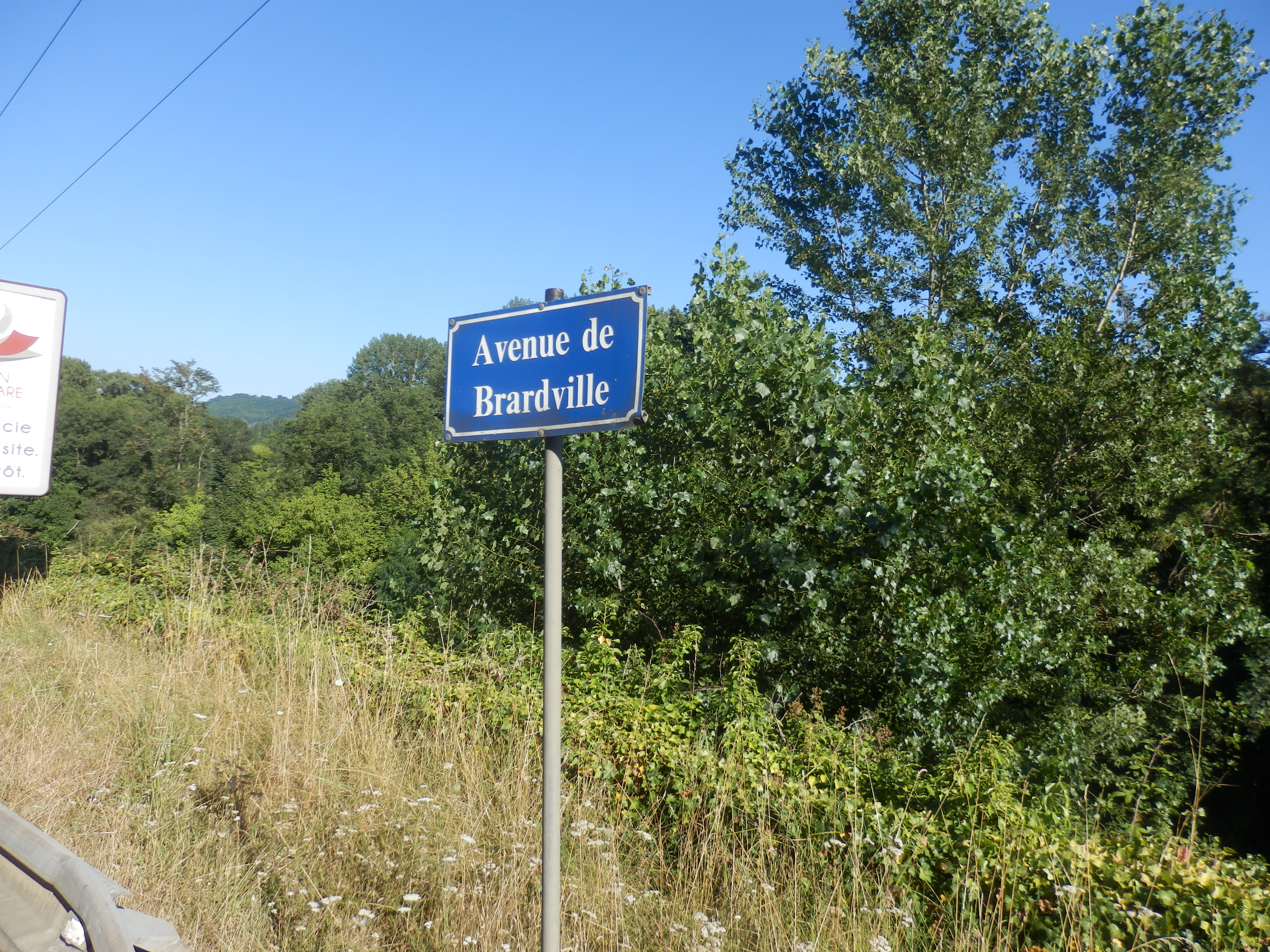
Avenue de Brardville, à hauteur de l'ancienne verrerie

- Les habitants de la petite cité formée par les installations industrielles créées au Lardin par Brard lui donnèrent le nom de Brardville à la mort de ce dernier, dénomination confirmée par ordonnance royale en 1839[13]. La commune du Lardin-Saint-Lazare a renommé la route qui dessert ce lieu-dit en avenue de Brardville.
- Une école primaire au Lardin-Saint-Lazare porte son nom.